# Chi Rau rút
Chi Rau rút (hay rau nhút) có danh pháp khoa học là Neptunia. Đây là một chi thực vật có hoa thuộc nhánh không phân hạng ở cấp tông là Mimosoideae trong phân họ Vang (Caesalpinioideae) của họ Đậu (Fabaceae).
Được João de Loureiro mô tả khoa học lần đầu tiên năm 1790 trong sách Flora Cochinchinensis.
Chi này chứa khoảng 12 loài. Ở Việt Nam có 01 loài có thể có nguồn gốc du nhập là Neptunia oleracea (rau rút).

## Các loài
- Neptunia amplexicaulis Domin[3]
- Neptunia dimorphantha Domin[3]
- Neptunia gracilis Benth.[3]
- Neptunia javanica Miq.
- Neptunia lutea (Leavenw.) Benth.
- Neptunia major (Benth.) Windler[3]
- Neptunia monosperma F.Muell. ex Benth.[3]
- Neptunia natans W. Theob.
- Neptunia oleracea Lour. - rau rút
- Neptunia plena (L.) Benth.
- Neptunia pubescens Benth.
  - Neptunia pubescens var. microcarpa (Rose) Windler
- Neptunia triquetra (Vahl) Benth.